# كيسي هانسن
كيسي هانسن (بالإنجليزية: Casey Hansen)‏ هو لاعب كرة قدم أمريكية أمريكي، ولد في 2 فبراير 1985 في نوركو في الولايات المتحدة.